# مسجد جامع گرد فرامرز
مسجد جامع گرد فرامرز مربوط به دوره قاجار است و در شهرستان یزد، محله گرد فرامرز، کوچه اصلی، پلاکهای ۱۱۲ و ۱۱۴ واقع شده و این اثر در تاریخ ۱۸ شهریور ۱۳۸۷ با شمارهٔ ثبت ۲۳۱۵۸ به‌عنوان یکی از آثار ملی ایران به ثبت رسیده است.